# Relaciones Catar-Chile
Las relaciones Catar-Chile son las relaciones internacionales entre el Estado de Catar y la República de Chile. 

## Historia
En 2017, el Fondo del Estado de Catar donó US$ 5 millones al Ministerio de Obras Públicas de Chile, los que serán utilizados para la construcción del nuevo sistema de agua potable que abastecerá a las localidades de Santa Olga, Los Aromos y Altos de Morán, que resultaron gravemente afectadas por los incendios forestales del verano de 2017.

## Relaciones económicas
En materia económica, el intercambio comercial entre ambos países ascendió a los 18 millones de dólares estadounidenses en 2023, lo que supuso un 14% de crecimiento promedio anual en los últimos cinco años. Los principales productos exportados por Chile a Catar fueron madera de pino insigne, preparaciones para alimentación infantil y manzanas, mientras que Catar mayoritariamente exporta al país sudamericano urea y aglutinantes industriales.
En 2017, la principal línea aérea catarí, Qatar Airways, adquirió el 10% de la propiedad de la chilena LATAM, y meses después anunció la apertura de una ruta de vuelo entre Doha y Santiago de Chile durante 2018.

## Misiones diplomáticas
- La embajada de Catar en Buenos Aires, Argentina concurre con representación diplomática a Chile.[4]
- La embajada de Chile en Abu Dhabi, los Emiratos Árabes Unidos concurre con representación diplomática a Catar.[5] Además, Chile cuenta con un consulado honorario en Doha.[6]